# 吉特·賽希
吉特·希里拉姆·賽希（Geet Siriram Sethi，1961年4月17日－），是印度的英式撞球職業球員，他在1990年代的大部分時間裡統治了這項運動，並且是一位著名的業餘（前職業）司諾克球員。他曾五次獲得職業世界錦標賽冠軍，三次獲得業餘世界錦標賽冠軍，並擁有兩項英式撞球世界紀錄。他和普拉卡什·帕都恭共同創辦了一個印度體育促進基金會「奧林匹克金探」。